# بيتا مخطط
البيتا المخطط (الاسم العلمي: Hydrornis) هي جنس من الطيور تتبع فصيلة طيور البيتا من رتبة العصفوريات.

## أنواع البيتا المخطط
- بيتا غورني
- بيتا ذو أذنين
- بيتا أزرق القفا
- بيتا أزرق الأرداف
- بيتا صدئي القفا
- بيتا أزرق
- بيتا جاوي
- بيتا بورنيوني
- بيتا مخطط البطن
- بيتا شنايدري
- بيتا أزرق الرأس
- بيتا عملاق
- بيتا المالايو